# Ezekiel Henty
Ezekiel Henty (Lagos, Nigeria, 13 de mayo de 1993) es un futbolista nigeriano. Juega de delantero y su equipo es el Hapoel Ironi Kiryat Shmona de la Liga Premier de Israel.

## Clubes
| Club                           | País           | Año       |
| ------------------------------ | -------------- | --------- |
| A. C. Milan                    | Italia         | 2013-2015 |
| Spezia Calcio (cedido)         | Italia         | 2013-2014 |
| A. C. Perugia Calcio (cedido)  | Italia         | 2014      |
| N. D. Gorica (cedido)          | Eslovenia      | 2014-2015 |
| N. K. Olimpija Ljubljana       | Eslovenia      | 2015-2016 |
| F. C. Lokomotiv Moscú          | Rusia          | 2016-2017 |
| Baniyas S. C. (cedido)         | EAU            | 2017      |
| Videoton F. C.                 | Hungría        | 2017-2018 |
| Puskás Akadémia F. C. (cedido) | Hungría        | 2018      |
| Puskás Akadémia F. C.          | Hungría        | 2018-2020 |
| N. K. Osijek (cedido)          | Croacia        | 2018-2019 |
| Š. K. Slovan Bratislava        | Eslovaquia     | 2020-2023 |
| Al-Hazm (cedido)               | Arabia Saudita | 2022      |
| Apollon Limassol (cedido)      | Chipre         | 2022-2023 |
| AEL Limassol                   | Chipre         | 2023-2024 |
| F. C. Ashdod                   | Israel         | 2024      |
| Hapoel Ironi Kiryat Shmona     | Israel         | 2024-     |

## Palmarés

### Títulos nacionales
| Título                  | Club                    | País       | Año  |
| ----------------------- | ----------------------- | ---------- | ---- |
| Superliga de Eslovaquia | Š. K. Slovan Bratislava | Eslovaquia | 2020 |
| Copa de Eslovaquia      | Š. K. Slovan Bratislava | Eslovaquia | 2020 |
| Superliga de Eslovaquia | Š. K. Slovan Bratislava | Eslovaquia | 2021 |
| Copa de Eslovaquia      | Š. K. Slovan Bratislava | Eslovaquia | 2021 |